# Teresa de Jesús (película de 1961)
Teresa de Jesús es una película española de drama religioso de 1961, aunque no fue estrenada hasta el año siguiente. Fue dirigida por Juan de Orduña y protagonizada en el papel principal por Aurora Bautista.
La película obtuvo el premio especial del Sindicato Nacional del Espectáculo en 1962.

## Sinopsis
La película narra la biografía de Teresa de Jesús que de joven es internada por su padre en el convento abulense de La Encarnación, ante sus escarceos amorosos con un primo suyo y con otro caballero. Se refleja su acercamiento a Dios, los desasosiegos que suscita entre la jerarquía eclesiástica y su impulso a la renovación de la Regla de san Alberto.

## Reparto
- Aurora Bautista como Teresa de Ahumada (Teresa de Jesús)
- Eugenia Zúffoli como Priora convento de la Encarnación
- José Bódalo como Padre confesor
- Roberto Camardiel como	Blas, el Recuero
- José Moreno
- Antonio Durán
- Alfredo Mayo como Padre Francisco de Borja
- Jesús Tordesillas
- Rafael Durán como	Confesor de Teresa
- Manuel Dicenta
- Ricardo Canales
- Roberto Rey
- Carlos Casaravilla como Prior de los Calzados
- Lina Yegros como Doña Guiomar de Ulloa
- Félix Dafauce como	Don Francisco de Salcedo
- Antonio Riquelme como Físico
- José Franco como Padre Báñez
- María Luz Galicia como	Princesa de Éboli
- Jesús Puente como	Corregidor
- José María Caffarel como Obispo de Ávila
- Gracita Morales como Mulera
- Ricardo Valle
- Rafael Bardem
- Antonio Casas
- José Álvarez "Lepe"
- Montserrat Blanch
- Francisco Bernal
- Pilar Cano
- Mercedes Borqué
- Julia Pachelo
- Margarita Lozano
- Carmen Porcel
- Luisa Rodrigo
- Rafael Hernández
- Adriano Domínguez
- Rufino Inglés
- Ricardo G. Lilló
- Erasmo Pascual
- Antonio Prieto
- Beni Deus
- Marta Grau
- José Villasante